# Nosopsyllus fidus
Nosopsyllus fidus är en loppart som först beskrevs av Jordan et Rothschild 1915.  Nosopsyllus fidus ingår i släktet Nosopsyllus och familjen fågelloppor. Inga underarter finns listade i Catalogue of Life.